# Eli "Paperboy" Reed

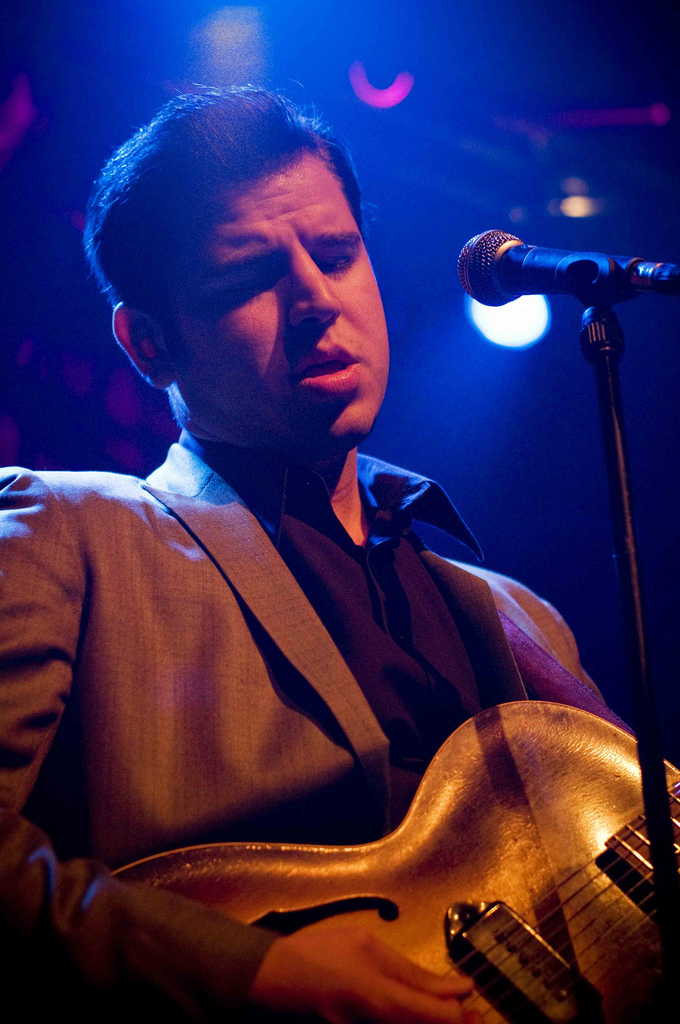
Eli "Paperboy" Reed

Eli "Paperboy" Reed, artiestennaam van Eli Husock (Brookline,Massachusetts, 1983), is een Amerikaanse soul-, blues en funkartiest.
Reed treedt meestal op met zijn vaste begeleidingsband "The True Loves". De bijnaam "Paperboy" heeft Reed te danken aan het feit dat hij vaak een oude platte pet van zijn opa droeg, die krantenjongens (paperboys) in oude films ook op hebben.
Reed staat bekend om zijn rauwe en donkere stem, en wordt vaak vergeleken met Otis Redding, James Brown en Wilson Pickett.

## Jeugd
Reed maakte kennis met muziek via zijn vader, die muziekcriticus en dj was en een grote muziekcollectie had. Hij leerde zichzelf spelen op piano, gitaar en mondharmonica.
Reed begon na zijn middelbare school serieus muziek te maken in Clarksdale in Mississippi.

## Debuut
In 2005 ging Reed terug naar Boston om te werken aan zijn debuutplaat, Eli “Paperboy” Reed Sings Walkin’ and Talkin’ and Other Smash Hits. De cd was in een dag opgenomen in de Basement 247 Studios in Allston Massachusetts en uitgegeven in eigen beheer.

## Carrière
Een jaar later verscheen de ep Roll with You. De ep werd goed ontvangen door de pers en leidde tot een internationaal platencontract bij Capitol Records in Amerika en Parlophone in Europa. In 2010 verscheen bij dit nieuwe label het album Come and Get It!, opgenomen in de Q-Division Studios in Somerville Massachusetts.
In 2012 tekende Reed een contract bij Warner Bros., maar het daar uitgebrachte album Nights like this had weinig succes.
In 2016 keerde Reed terug naar een onafhankelijk platenlabel, met het album My Way Home. In 2019 werd in de Sam Phillips Recording Studio onder leiding van  Matt Ross-Spang het album 99 Cent Dreams opgenomen.

## Discografie
- Eli “Paperboy” Reed Sings Walkin’ and Talkin’ and Other Smash Hits (2005)
- Roll with You (ep, 2006)
- Come and Get It! (Capitol, 2010)
- Nights Like This (Warner Bros., 2014)
- My Way Home (Yep Roc, 2016)
- Meets High & Mighty Brass Band (Yep Roc Records, 2018)
- 99 Cent Dreams (Yep Roc Records, 2019)

## The True Loves
De True Loves waren alleen de begeleidingsband in de beginjaren. Leden waren Attis Clopton (drums), Ben Jaffe (tenorsax), Freddy DeBoe (baritonsax), J.B. Flatt (piano en orgel), Michael Montgomery (bas) en Ryan Spraker (gitaar).
Michael Montgomery (bas) en J.B. Flatt (piano en orgel) spelen ook mee op de latere albums
- Biblioteca Nacional de España: XX5238101
- Bibliothèque nationale de France: cb16226479k (data)
- Catàleg d'autoritats de noms i títols de Catalunya: 981058514615906706
- Gemeinsame Normdatei: 1113901306
- International Standard Name Identifier: 0000 0000 8416 9217
- Library of Congress Control Number: no2010130596
- MusicBrainz: 91e617ef-bf31-479c-abc5-0df20cf5365f
- Nationale Bibliotheek van Israël: 987007449949105171
- Virtual International Authority File: 262350866
- WorldCat: E39PBJdCrV83FYVCGrjJC79FKd